# Vinn (Heinsberg)

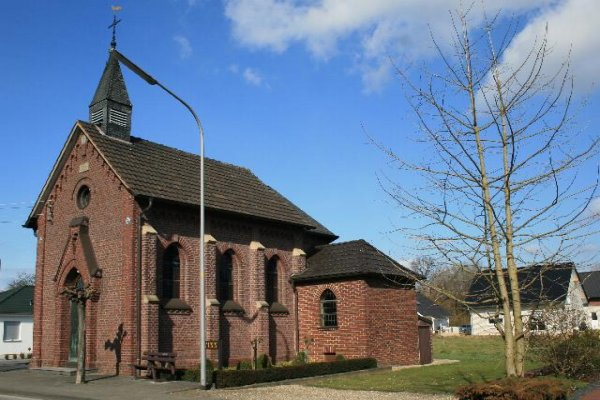
Kapelle Hl. Familie in (Vinn)

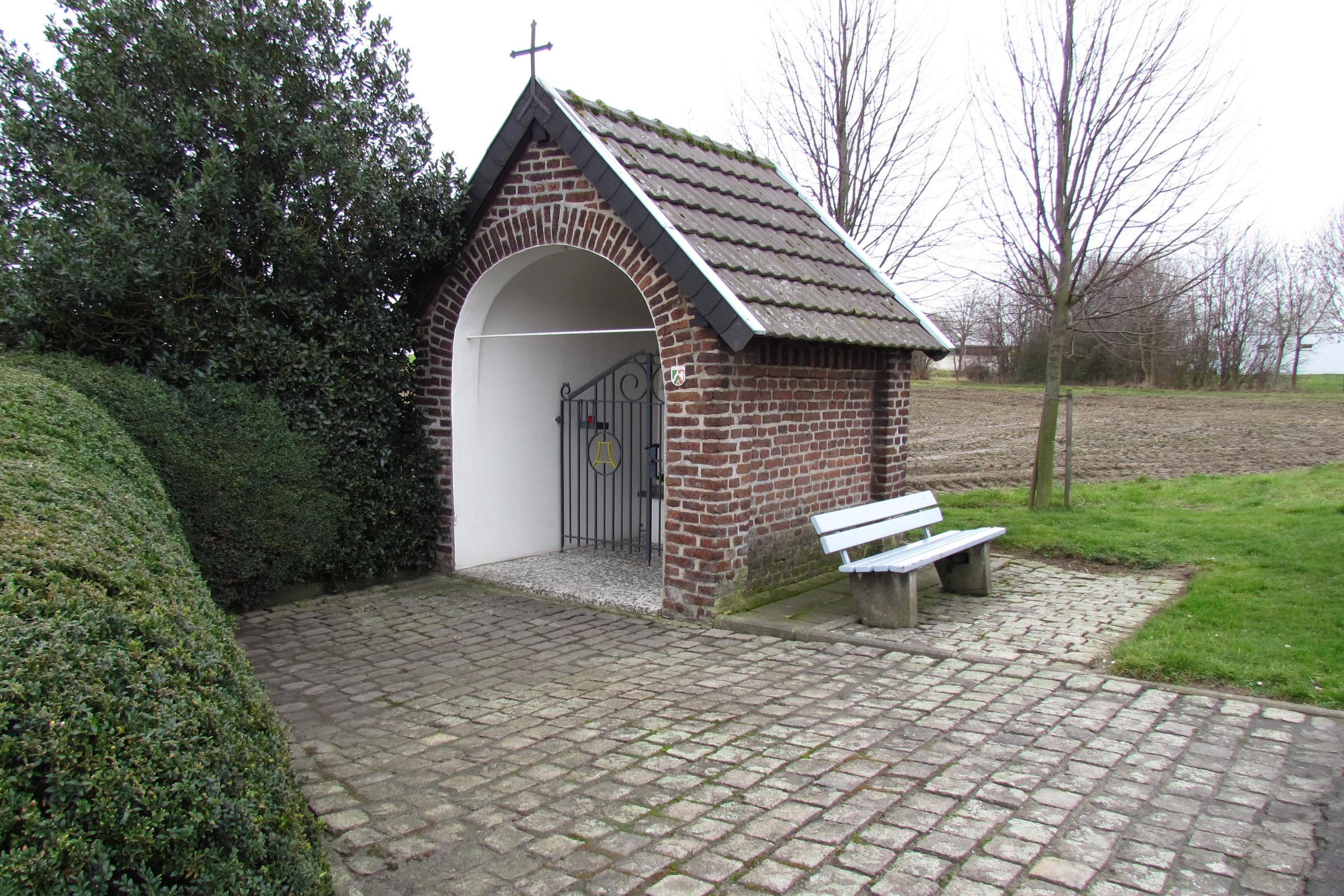
Feldkapelle in Vinn

Vinn ist ein Weiler in der Stadt Heinsberg im Kreis Heinsberg in Nordrhein-Westfalen und gehört zum Stadtteil Kirchhoven.

## Geschichte
Vinn wurde erstmals im 15. Jahrhundert erwähnt. Im Ort gibt es eine Kapelle aus dem 19. Jahrhundert. Die Kapelle „zur Heiligen Familie“ wurde 1898 errichtet und in den 1950er Jahren saniert. 

## Sehenswürdigkeiten
- Kapelle Vinn von 1898
- Wegekapelle oberhalb von Vinn an der K5

## Verkehr
Die AVV-Buslinie 475 der WestVerkehr verbindet Vinn wochentags mit Heinsberg, Waldfeucht und Tüddern. Abends und am Wochenende kann der MultiBus angefordert werden.
| Linie | Verlauf |
| ----- | --- |
| 475   | (Oberbruch – Unterbruch) / Heinsberg Agentur für Arbeit – Heinsberg Busbf – Lieck –Kirchhoven – Vinn – Haaren – Obspringen – Brüggelchen – Waldfeucht – Bocket – Abzw. Nachbarheid – Breberen – Saeffelen – Heilder – Höngen – (Stein – Havert – Schalbruch – Isenbruch – Millen –) Tüddern |